# Sobekhotep V

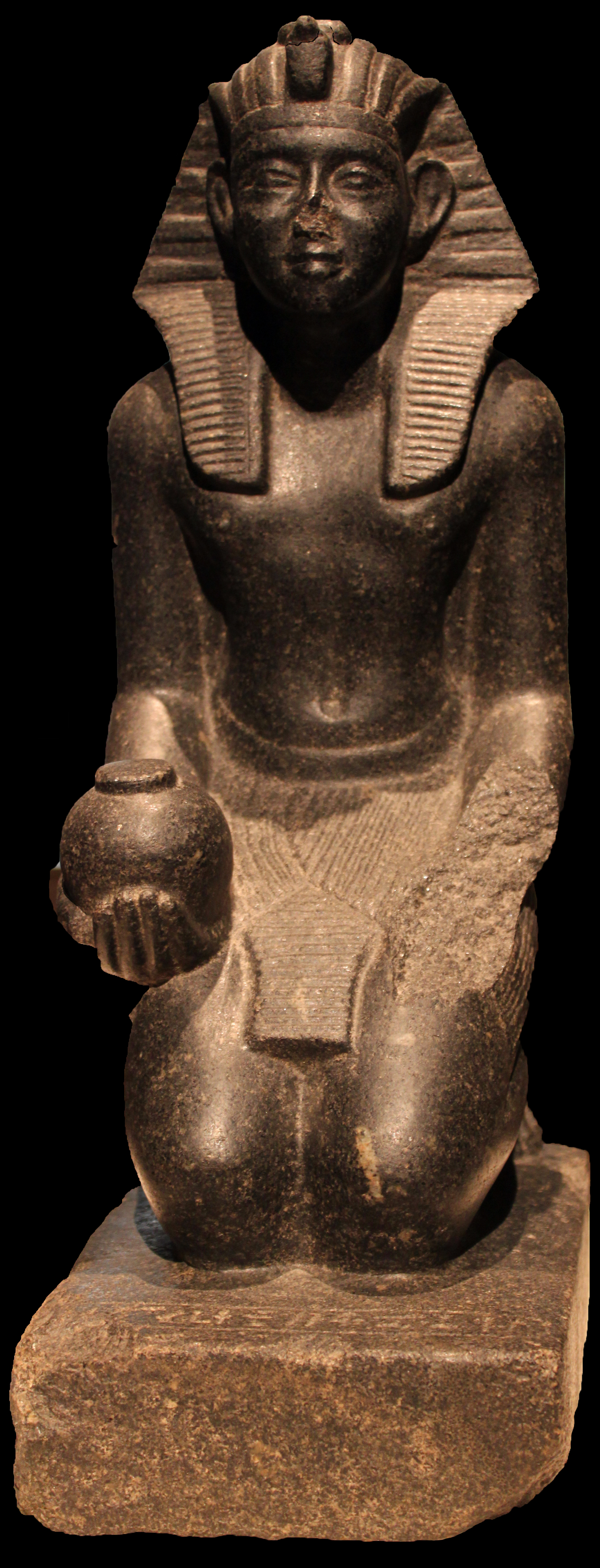
Sobekhotep V al Neues Museum Berlin, Alemanya

Sobekhotep V fou un faraó de la dinastia XIII que va governar a Tebes. Era, probablement, fill de Sobekhotep IV i va governar uns cinc anys, una mica abans del 1700 aC. El seu nom de regnat fou Kahotepre ('Ra té aparença de pau').
S'ha trobat una estela a Tebes, al temple de Karnak.